# Fossa Carolina

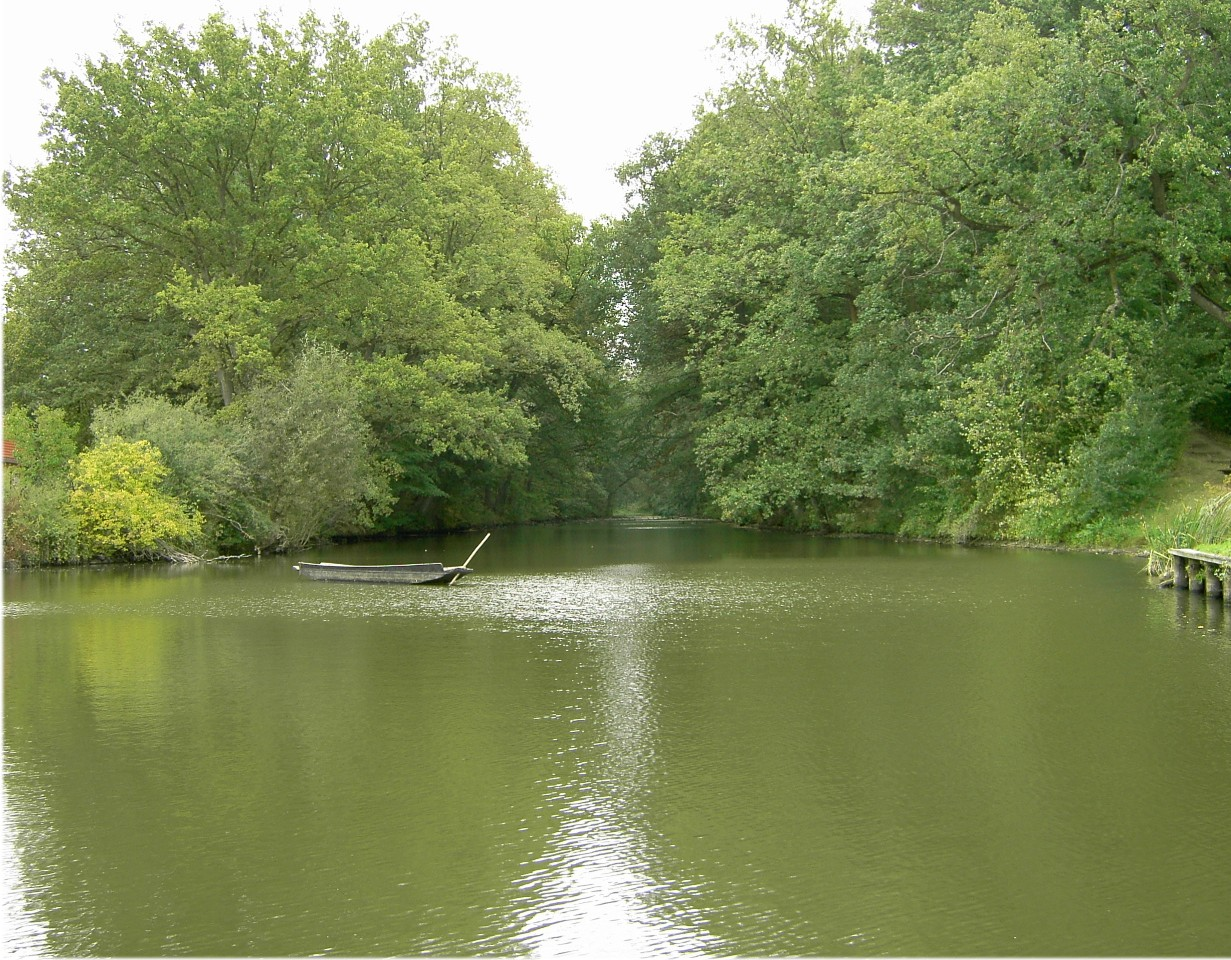
Resti della fossa Carolina a Graben presso Treuchtlingen.

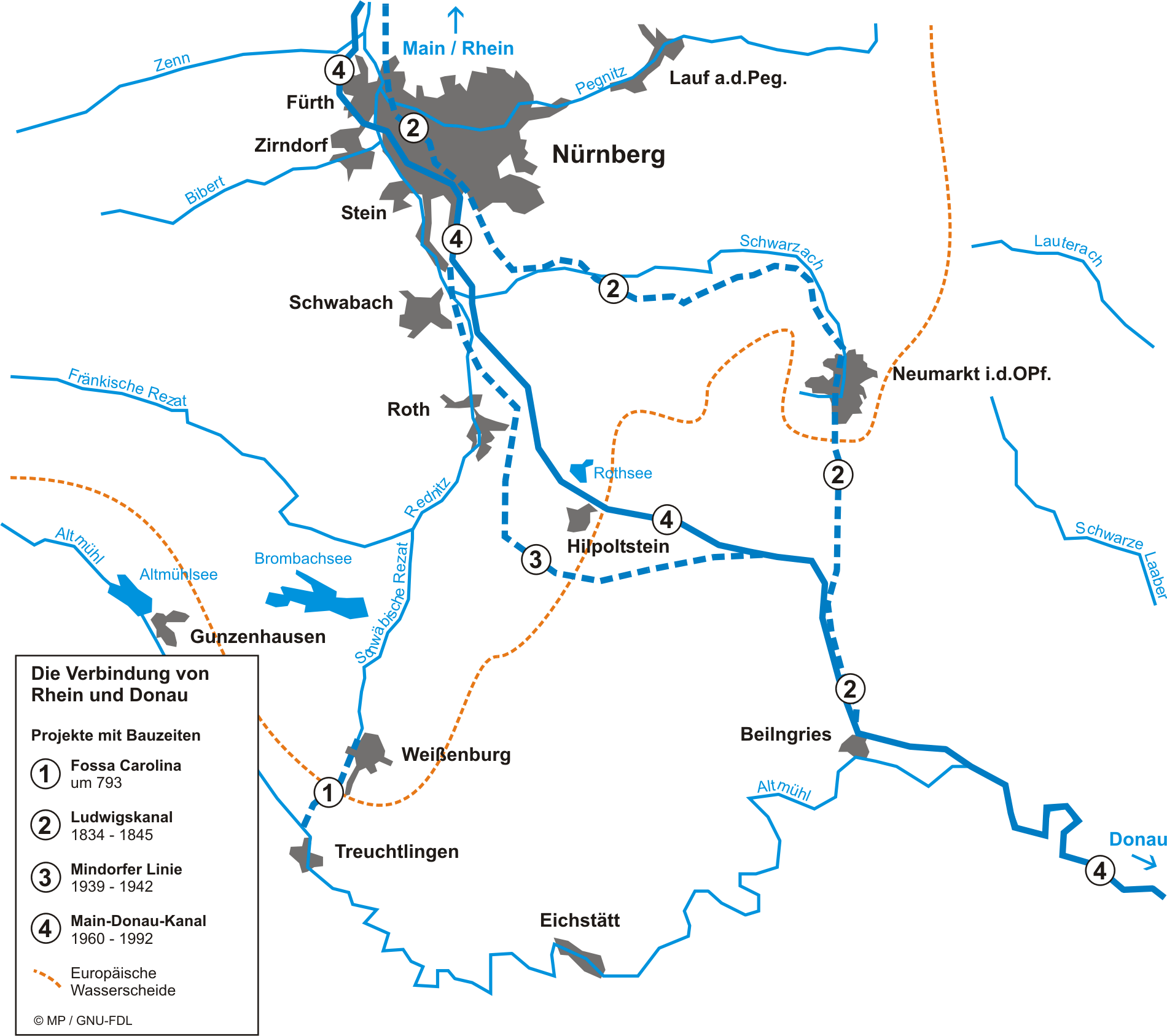
I vari progetti per collegare il Meno e il Danubio.

La Fossa Carolina (in tedesco: Karlsgraben) era un progetto di costruzione di canali artificiali di Carlo Magno al fine di creare un collegamento navigabile tra i sistemi fluviali del Reno e del Danubio per le navi dell'epoca. Un luogo tra il Rezat svevo, che fa parte del sistema fluviale del Reno, e l'Altmühl, che sfocia nel Danubio, dove i due fiumi si avvicinano tra loro entro 1800 metri, si rilevò idoneo per l'attraversamento dello spartiacque principale europeo. Lì si possono ancora trovare imponenti resti di canali vicino al villaggio di Graben, un distretto di Treuchtlingen nel circondario di Weißenburg-Gunzenhausen nella Media Franconia. Mentre anni fa gli studiosi erano dell'opinione che il canale fosse completamente navigabile, dall'inizio delle indagini archeologiche nel 2012 ci sono sempre più prove che i lavori di costruzione furono annullati e il canale non fu completato.

## Scopo
La struttura era destinata a fornire un collegamento tra il sistema fluviale del Reno e del Danubio durante l'età carolingia negli anni '90 del 700. Sotto questo aspetto, la Fossa Carolina è un precursore del canale Ludwig-Danube-Main e del canale Meno-Danubio. Lo scopo dell'impresa era quello di migliorare la situazione del traffico per i commercianti, i quali percorrevano la rotta dal Reno in direzione del Danubio con le loro navi, inizialmente attraverso il Meno fino a Weißenburg sul Rezat svevo, dove la comoda rotta commerciale finiva poco prima del principale spartiacque europeo. Essa attraversava lo spartiacque europeo a sud-ovest di Dettenheim a un'altitudine di 419 m sul livello del mare. Il canale doveva permettere ai commercianti di entrambi i sistemi fluviali adiacenti di raggiungere l'altro sistema fluviale per nave e quindi espandere il loro raggio commerciale. La tesi che si trova spesso nella letteratura scientifica, secondo la quale il canale fu costruito per ragioni militari, per riportare la marina franca di Carlo Magno dal Danubio al Reno, non è oggi più sostenibile: i motivi strategici non furono decisivi nella decisione di costruire il canale, soprattutto perché il re e poi imperatore Carlo aveva navi sufficienti per le operazioni militari in entrambi i sistemi fluviali. A seguito di nuove ricerche e soprattutto nel contesto della datazione, si discutono nuovamente le ragioni strategiche.

## Storia

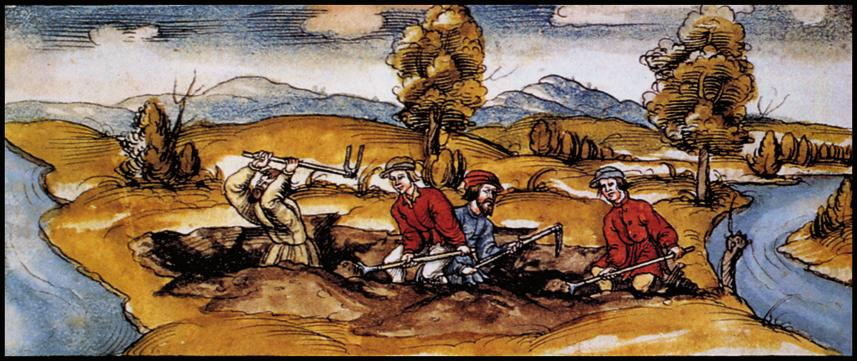
Costruzione della Fossa Carolina, rappresentazione artistica nella cronaca vescovile di Würzburg di Lorenz Fries.

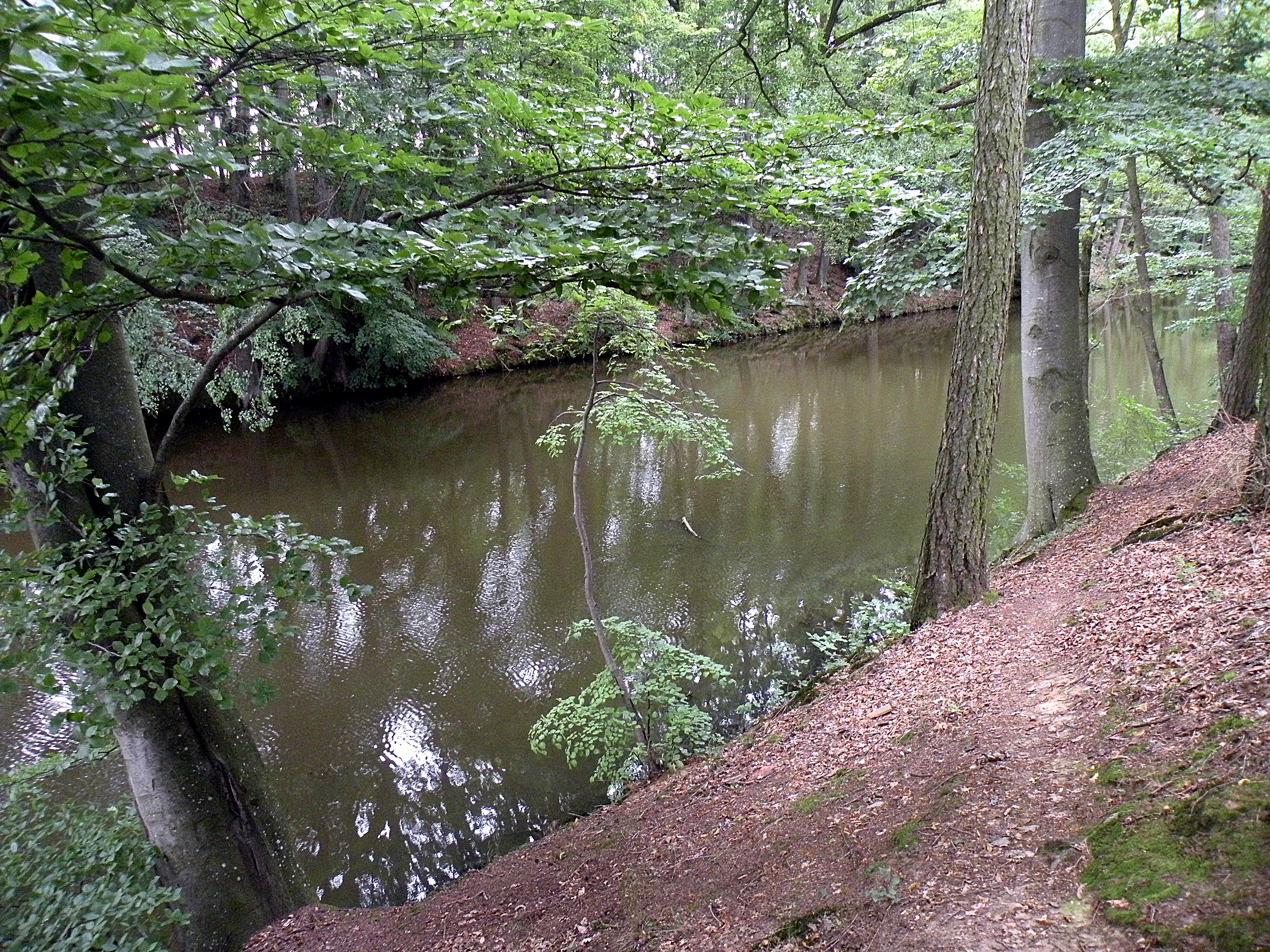
Resti della fossa Carolina a nord di Graben.

Secondo le conoscenze precedenti, i lavori preparatori per la costruzione della Fossa Carolina iniziarono nel 792 in circostanze politiche incerte, segnate da conflitti con Pipino il Gobbo e il duca Tassilone III di Baviera.
Nell'anno 793 Carlo Magno fece scavare un canale lungo circa tre chilometri vicino all'odierno villaggio di Graben presso Treuchtlingen, che avrebbe dovuto collegare il Sualafeldgau e il Nordgau.
Le affermazioni dei cronisti che le sfortunate condizioni del suolo e meteorologiche avevano portato all'abbandono del progetto sono state a lungo considerate inesatte. Il fatto che il canale, finito e utilizzabile, fosse poco utilizzato e sia stato abbandonato subito dopo la sua costruzione, è da attribuire invece al fatto che il passaggio del canale era faticoso e inoltre richiedeva diversi pedaggi fluviali, istituiti allo scopo di recuperare i costi di costruzione. Tutti questi disincentivi scoraggiarono i commercianti nell'usare il canale nella loro attività quotidiana. Ci sono anche ipotesi che il canale sia stato utilizzato per un periodo di tempo più lungo.
Una teoria che voleva un precedente della Fossa Carolina, cioè un collegamento navigabile che era utilizzato dalla vicina guarnigione romana nel forte Biriciana, vicino a Weißenburg (90–253 d.C.) a scopo di collegamento con le altre truppe sul Basso Reno, è ormai ritenuta superata. In particolare, un argomento contro questa tesi è il fatto che la rotta fluviale creata dal presunto canale fosse in parte situata in territorio non romano. Dalla determinazione dendrocronologica del periodo negli anni 792 e 793, in cui furono abbattute delle querce utilizzate nella costruzione del canale, non ci sono più dubbi che il primo a creare un canale fu Carlo Magno.
Fino allo sviluppo delle chiuse, le prime strutture del canale consistevano in una serie di fermate d'acqua limitate da dighe. In mezzo, i dislivelli venivano superati su scivoli o rulli. Vicino alla Fossa Carolina venne costruito un serbatoio per fornire acqua al livello della cresta. Una diga altomedievale recentemente scoperta sull'Altmühl vicino a Treuchtlingen è stata inizialmente interpretata come una diga per l'approvvigionamento idrico del canale, fino a quando una datazione del carbonio 14 ne ha indicato un'età precedente alto-medievale. Inoltre, è stato possibile provare che il torrente Rezat fu deviato per rifornire d'acqua la parte settentrionale del canale. In conclusione, la Fossa Carolina era abbastanza adatta per la navigazione interna con chiatte poco profonde, tipo di nave comune all'epoca.
Oggi della Fossa Carolina rimangono una superficie d'acqua di circa 500 metri e cumuli adiacenti di materiale di scavo alti fino a 10 metri.

## Scavi archeologici
Nell'autunno 2012 è iniziata un'indagine sui resti del monumento nell'ambito di un progetto interdisciplinare della Deutsche Forschungsgemeinschaft da parte di studiosi delle università di Jena e Lipsia e della Bayerisches Landesamt für Denkmalpflege (Ufficio statale bavarese per la conservazione dei monumenti). Secondo l'archeologo di Jena Lukas Werther, la Fossa Carolina era lunga tre chilometri, con una larghezza navigabile da cinque a sei metri ed era profonda probabilmente 70 centimetri. Secondo Werther, decine di migliaia di assi di quercia furono conficcate nel terreno per il rinforzo delle sponde del canale. La datazione scientifica delle assi di quercia scavate mediante dendrocronologia ha dimostrato con grande certezza che le querce erano state abbattute negli anni 792 e 793. Il legno usato più tardi nell'anno 793, che non si era ancora sviluppato o non si è ancora sviluppato completamente, indica un periodo di abbattimento compreso tra l'estate 792 e l'autunno 793. L'autunno del 793 è indicato sia dagli Annales Regni Francorum che nella sua rivisitazione degli Annales di Eginardo come il tempo di costruzione del canale, durante il quale Carlo Magno era presente al cantiere.
Sono state condotte, dall'ottobre 2014 a fine luglio 2015, approfondite indagini archeologiche e geoarcheologiche nei pressi di Dettenheim. Oltre ai vasti scavi di salvataggio, che dovettero aver luogo a causa della costruzione di una tangenziale per Dettenheim, un progetto della Deutsche Forschungsgemeinschaft (DFG) ebbe come obiettivo di dimostrare una teoria che ipotizzava una fondazione carolingia nel terrapieno (argine?) stradale da Dettenheim a Treuchtlingen, per accumulare qui l'acqua per la Fossa Carolina e rilasciarla lì attraverso il Rezat Svevo. La teoria si è rivelata non valida.
Ulteriori scavi di ricerca hanno avuto luogo nell'estate del 2016.
I ricercatori delle università di Jena, Lipsia e Kiel hanno confrontato il corso storico del canale con la linea ideale che un ingegnere moderno avrebbe scelto sulla base dei dati geologici. Il percorso determinato è sorprendentemente coerente con quello storico. Le linee si incrociano anche direttamente allo spartiacque. A ovest del Graben, tra i resti visibili dello storico canale e l'Altmühl, i ricercatori non hanno trovato tracce di un canale navigabile.

### Mostra speciale
I risultati del progetto di ricerca sono stati presentati nel 2014 in una mostra speciale a Magonza nel Museum für Antike Schifffahrt (Museo della navigazione antica) del Römisch-Germanisches Zentralmuseum (Museo centrale romano-germanico) e a Monaco di Baviera. Un'altra mostra, originariamente non prevista, si è svolta a Treuchtlingen grazie al grande interesse dimostrato. Nel volume che accompagna la mostra Großbaustelle 793 - Das Kanalprojekt Karls des Großen zwischen Rhein und Donau, (Il grande cantiere del 793 - Il progetto del canale di Carlo Magno tra il Reno e il Danubio), gli studiosi partecipanti hanno riportato le ultime scoperte in oltre 25 articoli.

### Conferenza stampa a Weißenburg
In una conferenza stampa a Weissenburg all'inizio di luglio 2017, il responsabile del progetto Lukas Werther dell'Università di Jena ha riferito di ulteriori scoperte ottenute da esami dettagliati degli anelli di accrescimento delle assi di quercia che sono state trovate nei tre siti di scavo. Due siti di scavo si trovavano a nord vicino al Rezat svevo poco prima di Weißenburg e uno a metà tra Grönhart e Dettenheim. Si è così scoperto che l'abbattimento delle querce necessarie per il rinforzo degli argini è iniziato già nel periodo invernale del 792/793. Lo scavo presso i due siti di scavo nord è avvenuto nel mese di aprile/maggio 793, lo scavo presso il sito di scavo nella parte centrale è avvenuto nel mese di settembre/ottobre 793. La costruzione del canale era già in fase avanzata quando Carlo Magno visitò il cantiere nell'autunno del 793. A proposito di questa visita, è scritto negli Annales Regni Francorum: «Rex autumnali tempore de Reganesburg iter navigio faciens usque ad fossatum magnum inter Alcmana et Radantia pervenit» (Il re raggiunse il grande canale tra Altmühl e Rezat in nave da Ratisbona in autunno). Per più di un secolo, gli studiosi hanno interpretato questa citazione nel senso che Carlo Magno era venuto alla all'inizio dei lavori, sbagliando.

## Protezione

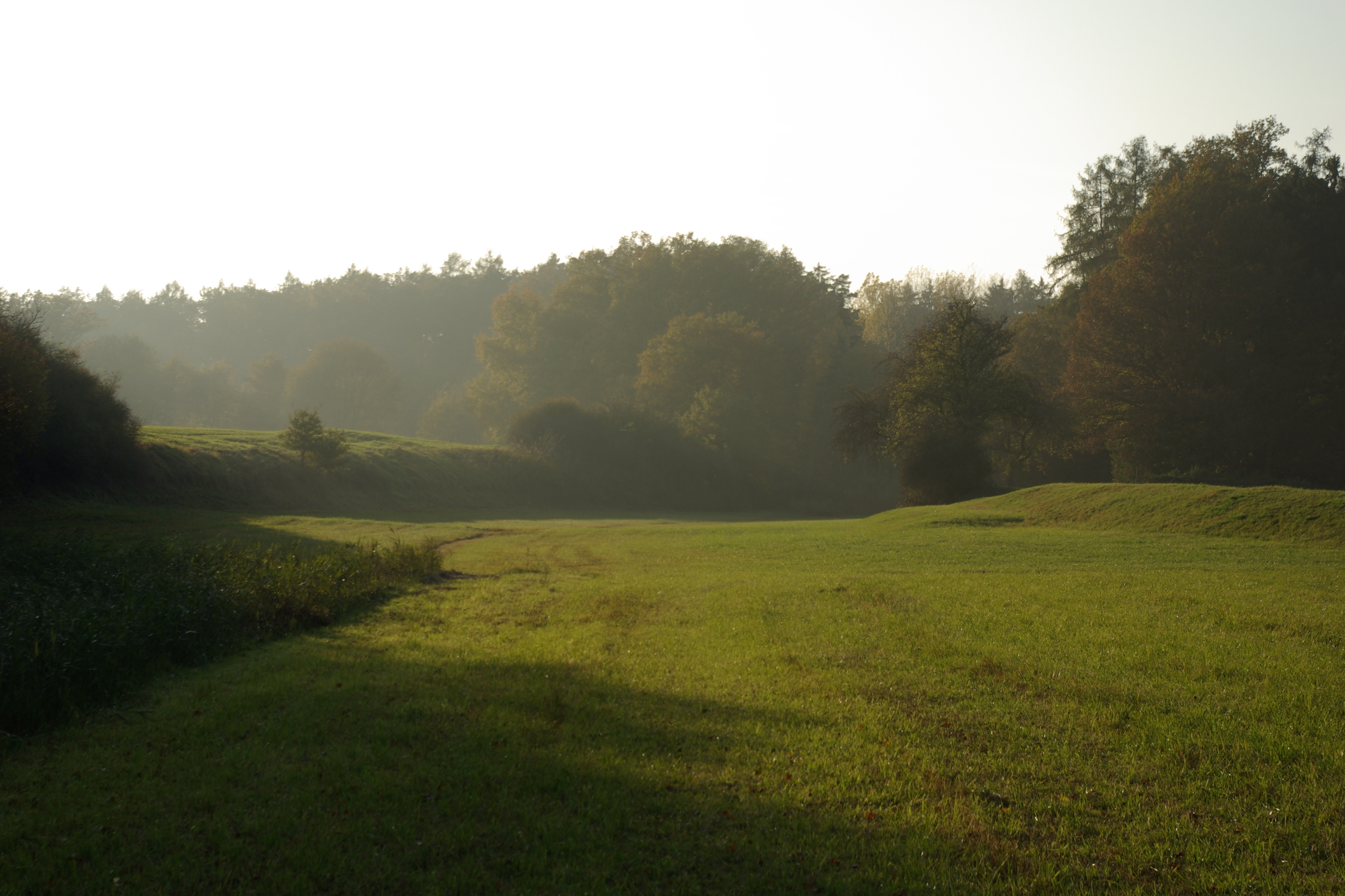
Resti della Fossa Carolina a nord-est di Graben.

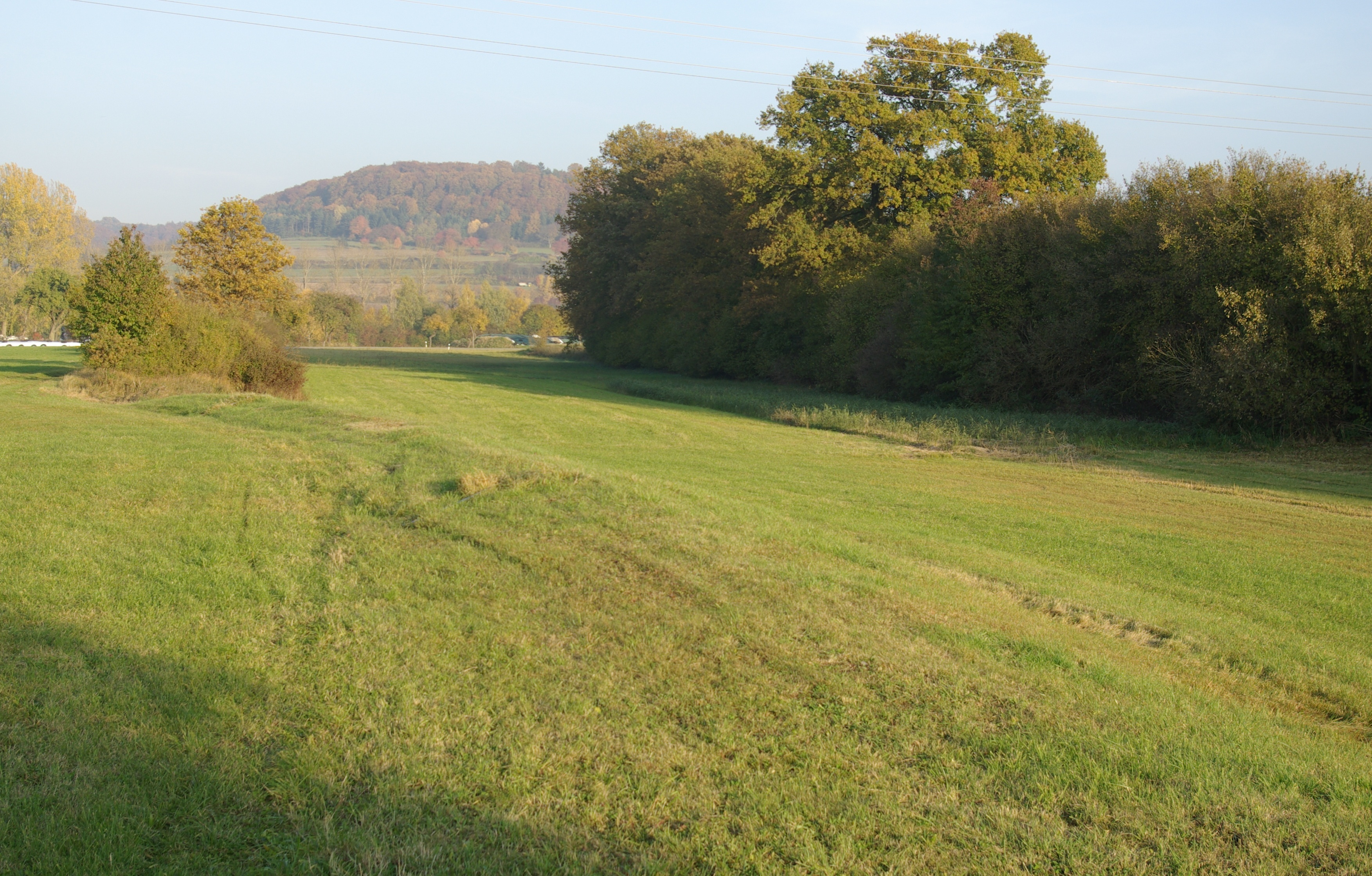
Resti della Fossa Carolina a nord-est di Graben.

La Fossa Carolina è designata dalla Bayerisches Landesamt für Umwelt (Ufficio statale bavarese per l'ambiente) come Geotop 577G003. Allo stesso tempo, la Fossa Carolina è stata aggiunta all'elenco dei geotopi più belli della Baviera. La fossa è un monumento naturale registrato.
L'edificio è registrato con il numero di monumento D-5-77-173-84 come monumento dalla Bayerisches Landesamt für Denkmalpflege (Ufficio bavarese per la conservazione dei monumenti) nell'elenco dei monumenti bavaresi. I componenti sotterranei e di superficie sono registrati come Bodendenkmal (monumento archeologico) con i numeri di monumento D-5-7031-0168 e D-5-7031-0181. La Fossa Carolina appartiene al complesso edilizio protetto Fossa Carolina mit Ortskern Graben.

## Karlsgraben Welt
Nell'autunno 2018, le città vicine di Treuchtlingen e Weißenburg, insieme al governo federale e alla Città Libera di Baviera, hanno acquistato il sito di 19 ettari in cui scorre il frammento del canale. Al fine di valorizzare l'unico Bodendenkmal di importanza europea, verrà creato il KarlsgrabenWelt (Mondo della Fossa Carolina), in cui i visitatori possono essere trasportati al tempo della costruzione del canale in installazioni liberamente accessibili e stazioni pratiche.
La Karlsgraben-Ausstellung (mostra del Karlsgraben [Fossa Carolina]) nel quartiere Treuchtlingen di Graben è stata chiusa. Si trovava nel Jurastadl del cortile a tre lati della famiglia Hüttinger, in vista dello storico specchio d'acqua. La mostra è stata ideata nel 1993 da Hans Trögl, allora capo del dipartimento di costruzione della diga di Norimberga, e curata con grande impegno personale da Susanne e Rainer Hüttinger per oltre un quarto di secolo. Quando il contratto di locazione con la città di Treuchtlingen è scaduto alla fine del 2020, il comune e la famiglia si sono accordati rapidamente la chiusura, anche a causa dei concetti di presentazione aggiornati e nuovi che stavano emergendo.